# Forever Love (东方神起单曲)
《Forever Love》是韩国男子团体東方神起在日本发行的第14张单曲，于2007年11月14日由Avex Entertainment公司下属厂牌rhythm zone发行。

## 概要
《Forever Love》收入两首歌曲，充满秋冬气息的情歌「Forever Love」乃是搭配广告推出的作品。而中板歌「Day Moon 〜Harudaru〜」则是由崔智友主演的韩剧《Air City》的主题曲。

单曲分为“CD+DVD”“CD ONLY”两种版本发行，前者有收录《Forever Love》的MV与MV的拍摄过程（只在初回限定盘中收录），后者则收录有B面曲《Day Moon 〜Harudaru〜》和《Forever Love -a cappella version-》。初回限定版本封入特典是封面大小的卡片（6种中随机封入1种），“CD ONLY”版本有12页豪华手册同捆封入。

## 收录歌曲

### CD
1. Forever Love
2. Day Moon 〜Harudaru〜
3. Forever Love -a cappella version-
4. Forever Love (Less Vocal)
5. Day Moon 〜Harudaru〜 (Less Vocal)

### CD+DVD
CD
1. Forever Love
2. Day Moon 〜Harudaru〜
3. Forever Love (Less Vocal)
4. Day Moon 〜Harudaru〜 (Less Vocal)

DVD
1. Forever Love (Video Clip)
2. Forever Love (Off Shot Movie)（仅于初回限定盤收录）